# Chrysobatrachus cupreonitens
Chrysobatrachus cupreonitens là một loài ếch thuộc họ Hyperoliidae. Chúng là đại diện duy nhất của chi Chrysobatrachus và không bị đe dọa tuyệt chủng. Đây là loài đặc hữu của Cộng hòa Dân chủ Congo.
Môi trường sống tự nhiên của chúng là đồng cỏ nhiệt đới hoặc cận nhiệt đới vùng đất cao và đầm nước ngọt có nước theo mùa.